# David Hickinbottom
David Hickinbottom ist ein ehemaliger britischer Eiskunstläufer, der im Eistanz startete.
Seine Eistanzpartnerin war Janet Sawbridge. Mit ihr zusammen nahm er im Zeitraum von 1963 bis 1965 an Welt- und Europameisterschaften teil. Bei Europameisterschaften gewannen Sawbridge und Hickinbottom 1963 die Bronzemedaille und 1964 und 1965 die Silbermedaille. Bei Weltmeisterschaften errangen sie 1964 Bronze und 1965 Silber hinter Eva Romanová und Pavel Roman aus der Tschechoslowakei.

## Ergebnisse

### Eistanz
(mit Janet Sawbridge)
| Wettbewerb / Jahr         | 1963 | 1964 | 1965 |
| ------------------------- | ---- | ---- | ---- |
| Weltmeisterschaften       | 4.   | 3.   | 2.   |
| Europameisterschaften     | 3.   | 2.   | 2.   |
| Britische Meisterschaften | 2.   | 1.   | 1.   |